# Andrew Koenig
Pour le programmeur américain homonyme, voir Andrew Koenig (programmeur)
Andrew Koenig est un acteur américain né à Los Angeles le 17 août 1968 et mort à Vancouver le 25 février 2010.

## Biographie
Surtout connu pour ses rôles dans des séries de télévision, Andrew Koenig est le fils du comédien Walter Koenig (Pavel Chekov dans la série Star Trek). Le 25 février 2010, alors qu'il avait disparu depuis une dizaine de jours et qu'il souffrait d'une grave dépression, il est retrouvé pendu à un arbre dans le parc Stanley de Vancouver.

## Filmographie

### Cinéma
- 2003 : Batman: Dead End : Joker
- 2006 : The Theory of Everything : Scott

### Télévision
- 1973 : Adam-12 : Little Boy (1 épisode)
- 1985 - 1989 : Quoi de neuf docteur ? : Richard 'Boner' Stabone série TV
- 1987 : Sam suffit (en) : Mr Rudnick
- 1988 : 21 Jump Street : Wally (1 épisode)
- 1989 : Mes deux papas : Jon (1 épisode)
- 1990 : G.I. Joe Série TV
- 1994 : Star Trek: Deep Space Nine : Tumak (Saison 2, épisode 10 Le Sanctuaire)